# Liste des juridictions catholiques du Venezuela
Les juridictions catholiques du Venezuela sont organisées en neuf provinces ecclésiastiques, chacune dirigée par un archevêque. Ces provinces sont elles-mêmes divisées en 25 diocèses et 9 archidiocèses, chacune dirigée par un évêque ou un archevêque. Il y a, en outre, trois vicariats apostoliques, un ordinariat militaire et deux exarchats apostoliques pour les Églises melkite et syriaque. 

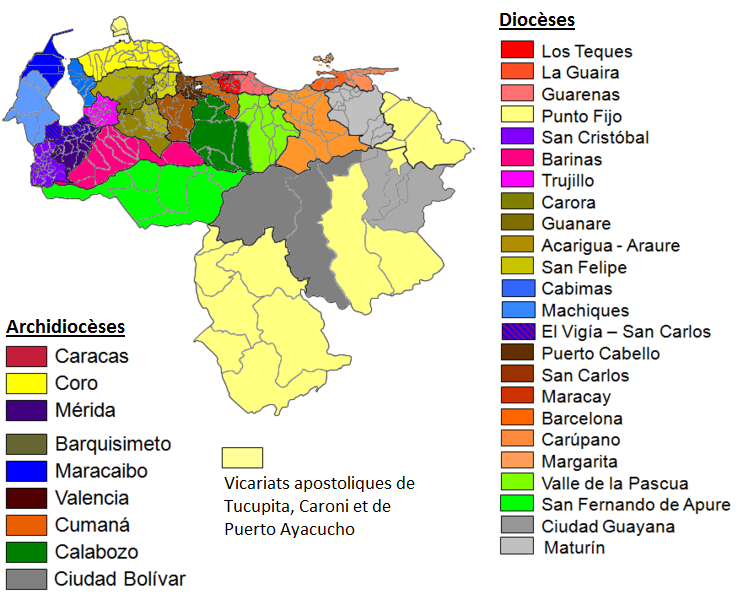
Carte des archidiocèses, diocèses et vicariats apostoliques du Venezuela

## Liste des juridictions

### Province de Barquisimeto
- Archidiocèse de Barquisimeto
  - Diocèse d'Acarigua-Araure
  - Diocèse de Carora
  - Diocèse de Guanare
  - Diocèse de San Felipe

### Province de Calabozo
- Archidiocèse de Calabozo
  - Diocèse de San Fernando de Apure
  - Diocèse de Valle de la Pascua

### Province de Caracas et Santiago de Venezuela
- Archidiocèse de Caracas
  - Diocèse de Guarenas
  - Diocèse de La Guaira
  - Diocèse de Los Teques
  - Diocèse de Petare (es)

### Province de Ciudad Bolívar
- Archidiocèse de Ciudad Bolívar
  - Diocèse de Ciudad Guayana
  - Diocèse de Maturín

### Province de  Coro
- Archidiocèse de Coro
  - Diocèse de Punto Fijo

### Province de Cumaná
- Archidiocèse de Cumaná
  - Diocèse de Barcelona
  - Diocèse de Carúpano
  - Diocèse d'El Tigre
  - Diocèse de Margarita

### Province de Maracaibo
- Archidiocèse de Maracaibo
  - Diocèse de Cabimas
  - Diocèse d'El Vigía-San Carlos del Zulia
  - Diocèse de Machiques

### Province de Mérida
- Archidiocèse de Mérida
  - Diocèse de Barinas
  - Diocèse de Guasdualito
  - Diocèse de San Cristóbal de Venezuela
  - Diocèse de Trujillo

### Province de Valencia
- Archidiocèse de Valencia
  - Diocèse de Maracay
  - Diocèse de Puerto Cabello
  - Diocèse de San Carlos de Venezuela

### Juridiction sous exemption
- Vicariat apostolique de Caroní
- Vicariat apostolique de Puerto Ayacucho
- Vicariat apostolique de Tucupita
- Ordinariat militaire du Venezuela

### Églises catholiques orientales
- Exarchat apostolique du Venezuela des Melkites
- Exarchat apostolique du Venezuela des syro-catholiques

## Sièges des archidiocèses

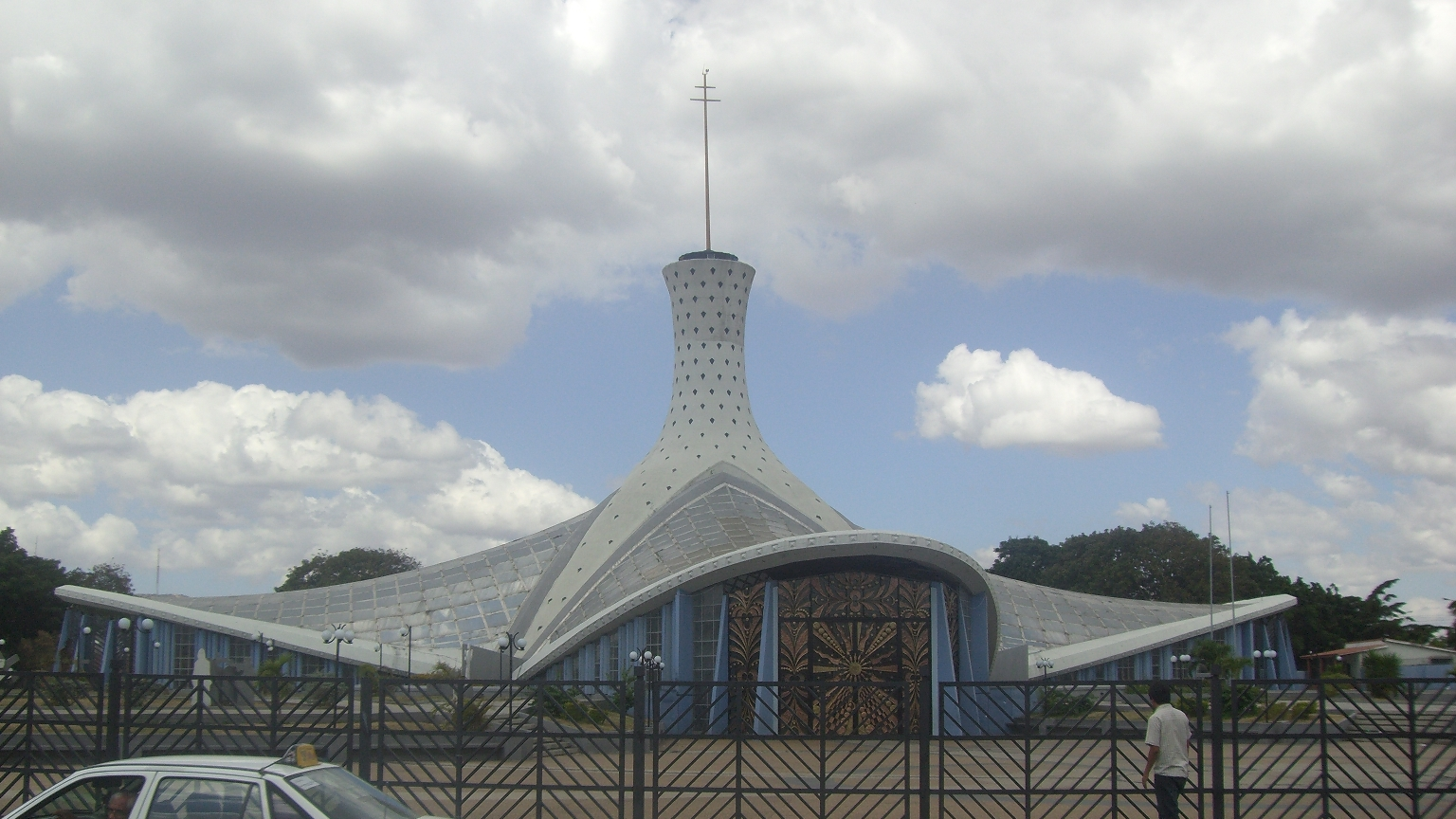
Cathédrale de Barquisimeto
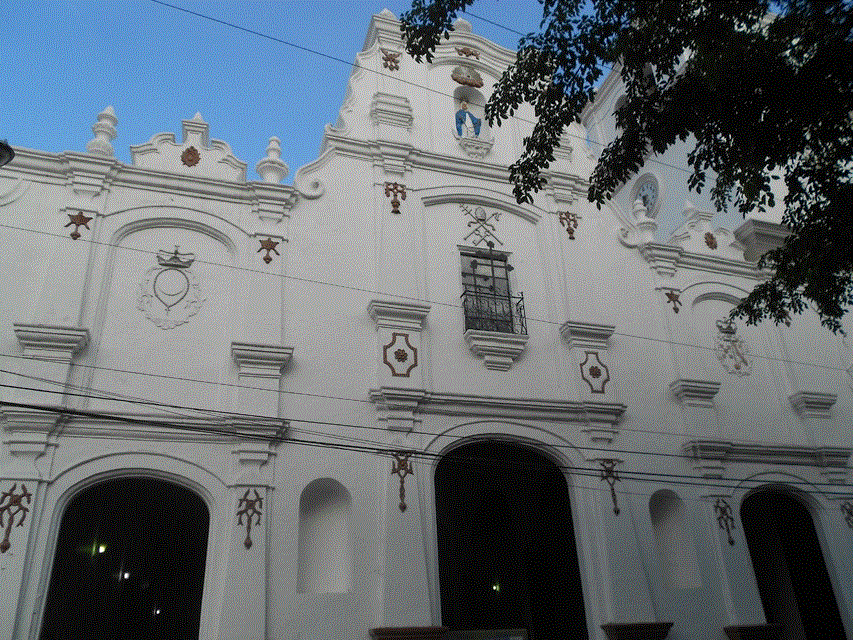
Cathédrale de Calabozo
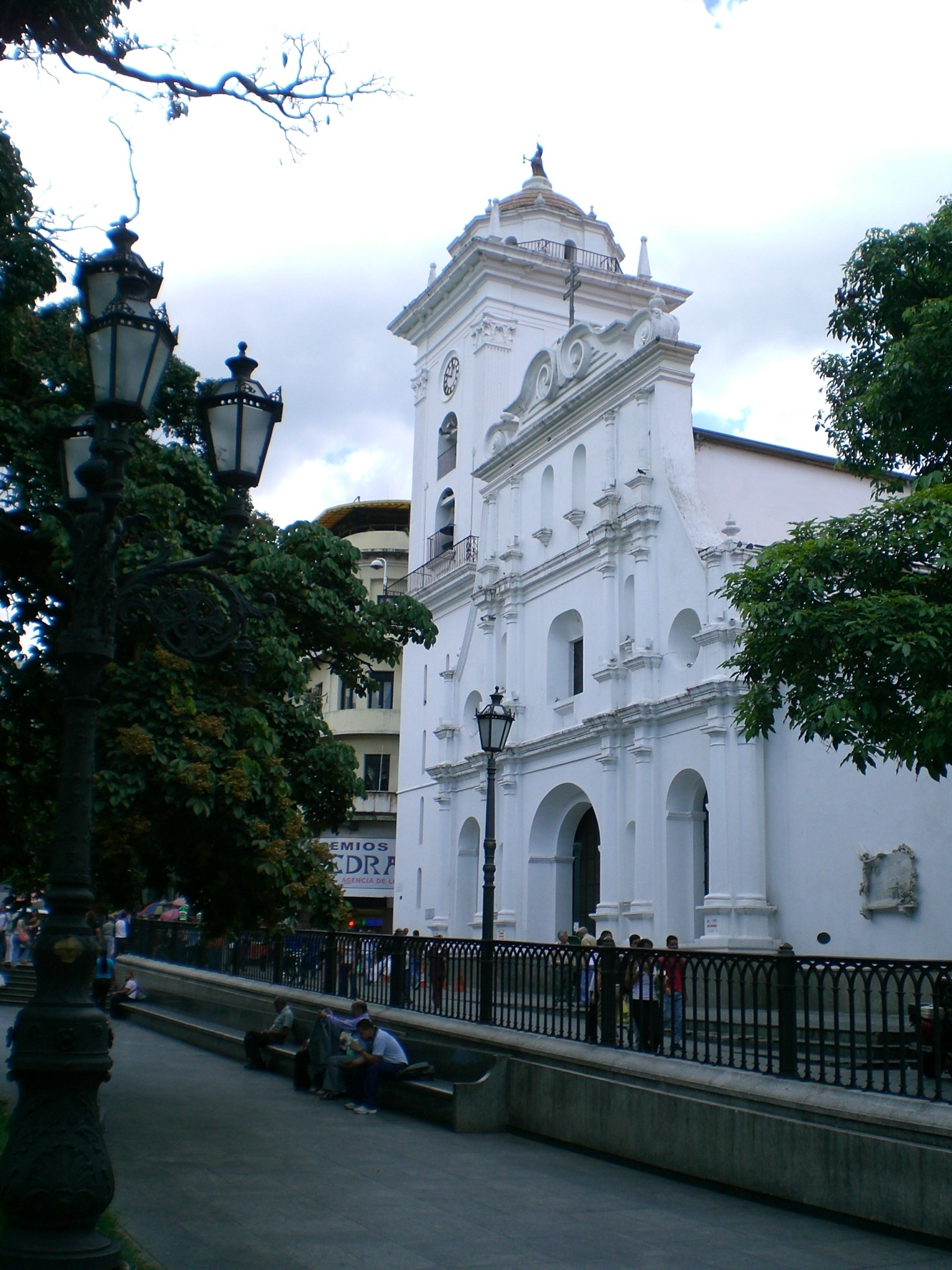
Cathédrale de Caracas
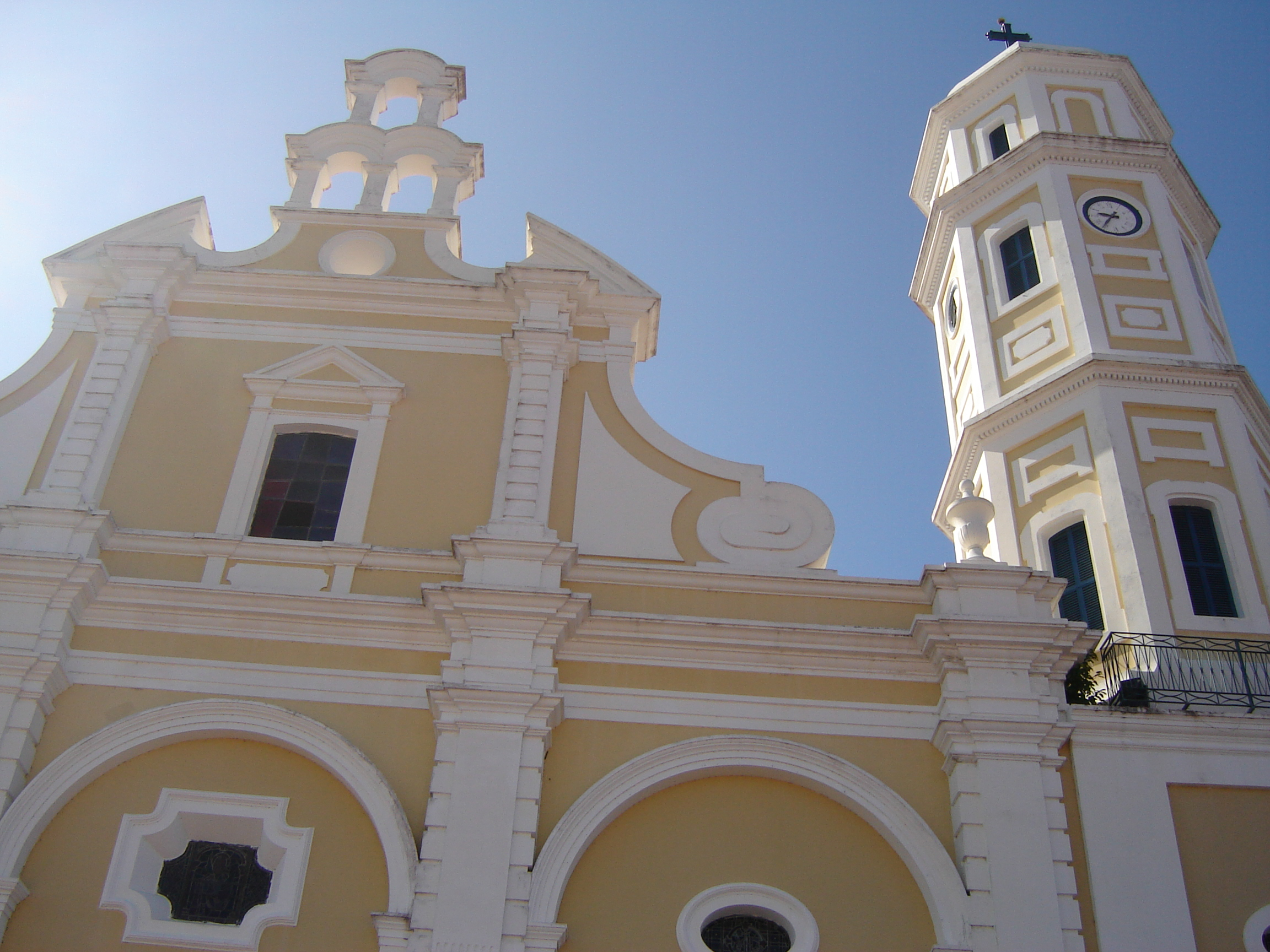
Cathédrale de Ciudad Bolívar
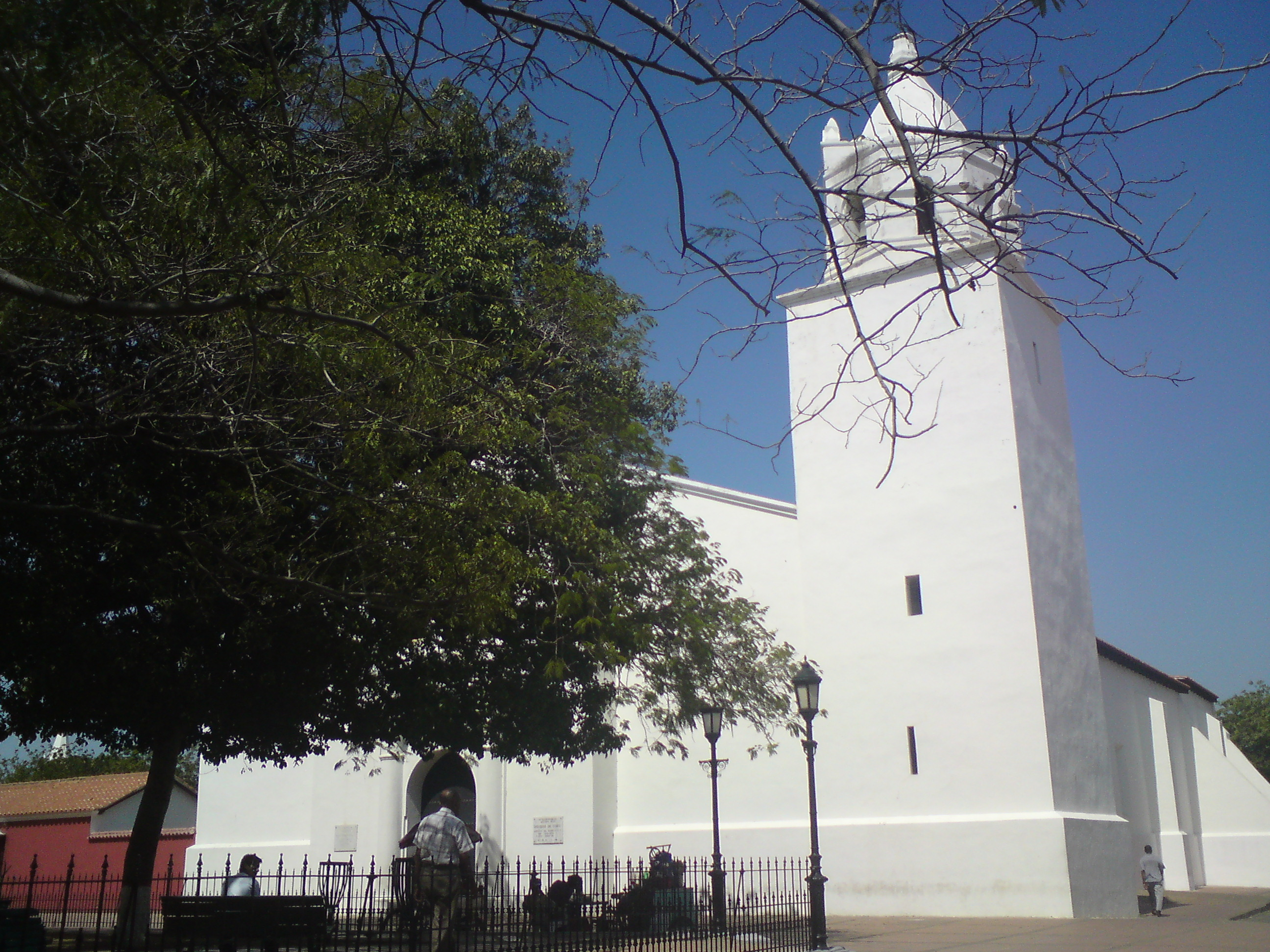
Cathédrale de Coro
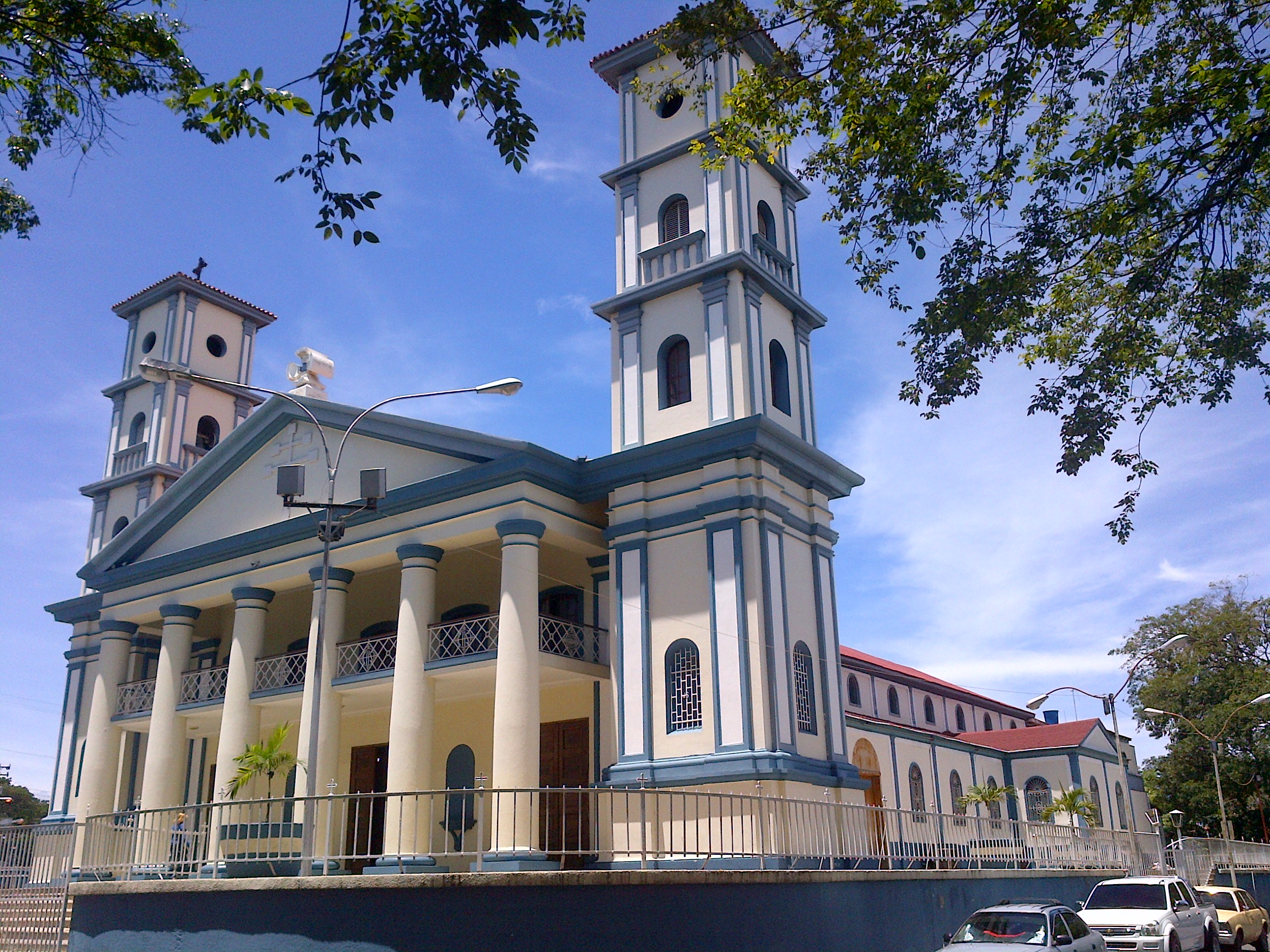
Cathédrale de Cumaná
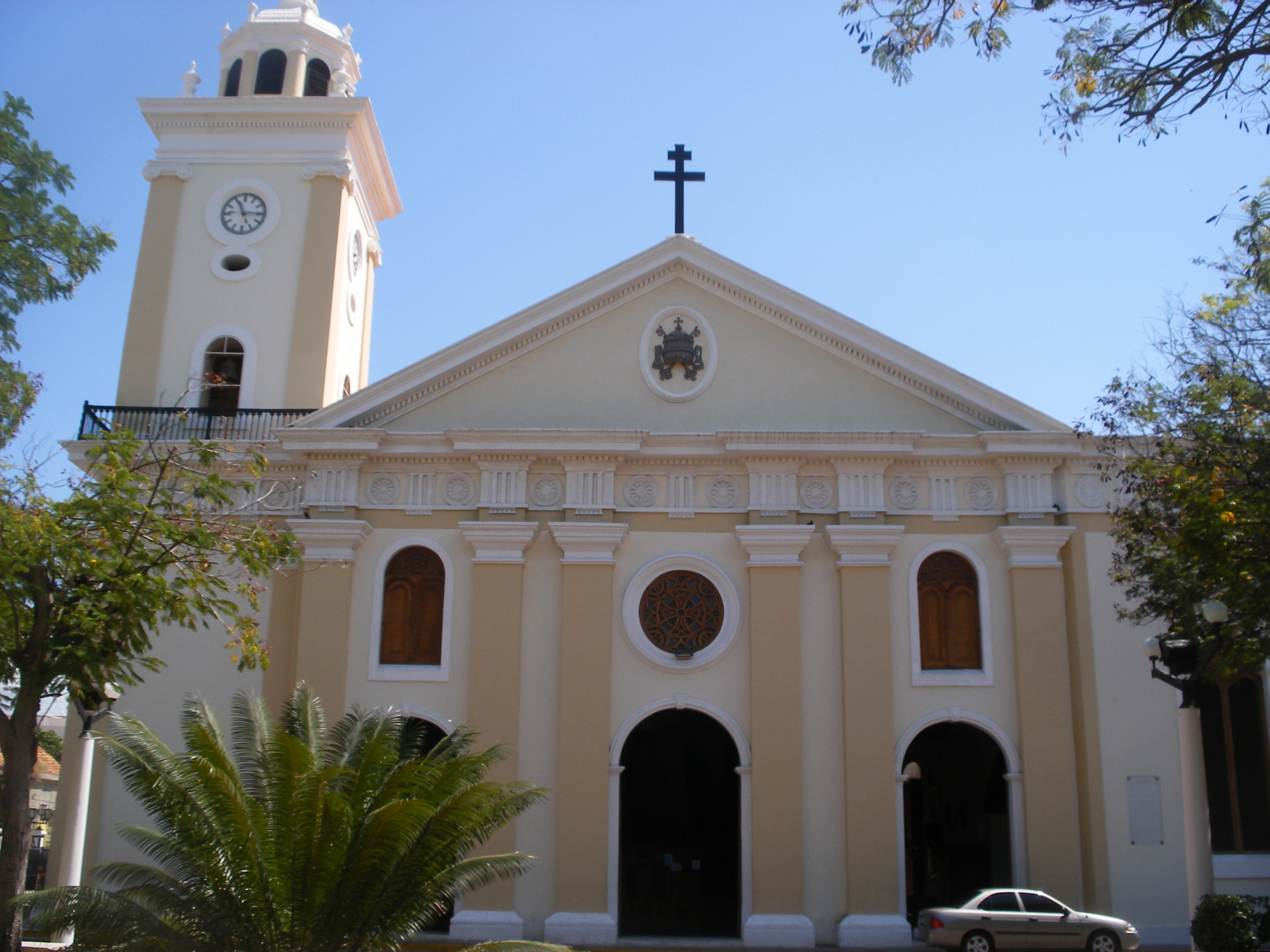
Cathédrale de Maracaibo
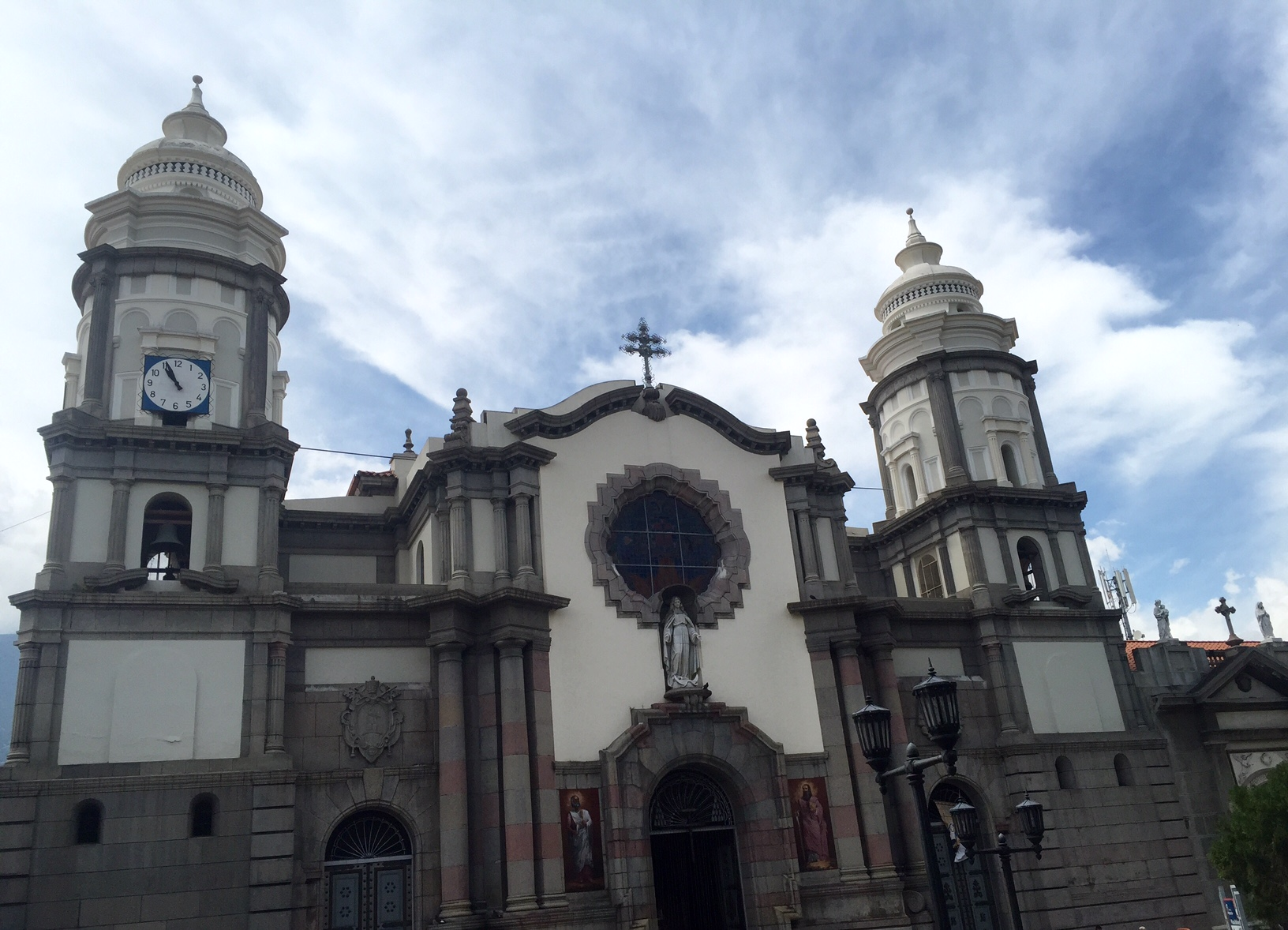
Cathédrale de Mérida
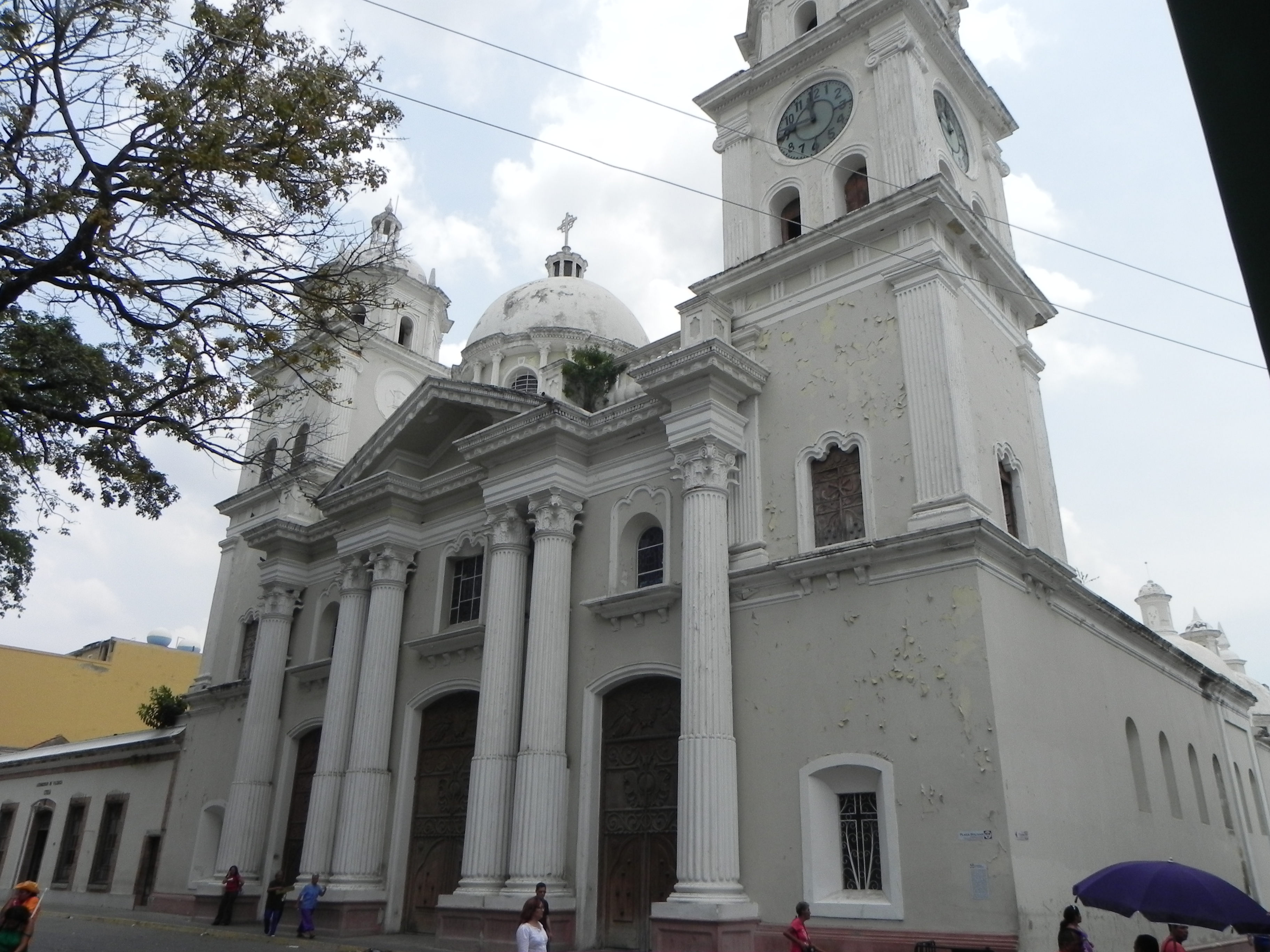
Cathédrale de Valencia